# Dvorec Prežek
Dvorec Prežek (nemško Preissegg, Preissekh, Prisekke) je dvorec, ki se nahaja v bližini Cerovega Loga na Dolenjskem. Dvorec je naslednik grad stari Prežek, ki se omenja že od konca 12. stoletja.

## Zgodovina
Grad stari Prežek pod Gorjanci so v prvi polovici 12. stoletja pozidali gospodje Prisi, iz veje grofov iz Puchsa in sorodniki višnjegorskih gospodov. Grad  se v virih izrecno omenja od leta 1180 kot izvorni grad vitezov pl. Preissekhov.)  Valvasor poroča, da je 1248 na gradu gospodaril Gotfrid, njegov brat Ulrik pa 1264.
V 15. stoletju so dvorec pozidali Turjaški, leta 1507 je bil lastnik Andrej (IV.) Turjaški, ki se vodi kot lastnik ga je nasledil sin Adam leta 1539, leta 1546 pa Žiga Turjaški. Vseskozi  je bilo gospostvo z dvorcem fevd freisinških škofov. Žiga Turjaški je po letu 1547 dvorec in gospoščino prodal Sigersdorfom. V 16. in 17. stoletju pa so ga razširili in dozidali.  Dvorec je leta 1833 kupil Andrej Smole. V času, ko je bil dvorec njegova last so se v njem zbirali slovenski literati, med njimi tudi Janez Trdina in France Prešeren. Leta 1849 je bil dvorec prodan na dražbi.
Prežek so med drugo svetovno vojno uničili in požgali slovenski partizani  , po vojni pa ga niso več obnovili. Danes je le delno zavarovan pred nadaljnjim propadanjem.